# Zerbeißkapsel
Eine Zerbeißkapsel ist eine pharmazeutische Darreichungsform. Sie besteht meist aus einer Weichgelatine-Kapsel, die eine flüssige Arzneistoff-Hilfsstoff-Mischung enthält und im Mund zerbissen wird. Dabei wird der Arzneistoff zur Aufnahme (Resorption) über die Mundschleimhäute zur Verfügung gestellt. Zur Kupierung von Angina-pectoris-Anfällen mittels Nitroglycerin werden häufig Zerbeißkapseln verwendet. 1924 entwickelten K. Boskamp und G. Pohl, die Begründer der seit 1835 bestehenden chemisch-pharmazeutischen Fabrik G. Pohl-Boskamp, in Danzig die erste marktreife Zerbeißkapsel.